# 王俊彥
王俊彥（英語：Chris Wong，1990年11月10日—），前香港無綫新聞台高級主播，前《無綫7:30 一小時新聞》、《星期日香港早晨》的主播及《新聞提要》的替更主播，亦是無綫新聞澳洲、新西蘭主播，在2021年3月23日正式離職，現已移居英國倫敦南部薩頓。現在為自家製作節目《新聞室 The newsroom》《新聞傳送》新聞主播及《Vlog米》主持。

## 簡歷
王俊彥曾擔任《無綫7:30 一小時新聞》、《星期日香港早晨》的主播以及《新聞提要》的替更主播。在2021年3月23日他最後一次報導無綫新聞台的《晚間新聞》向觀眾告別。
2021年4月22日，開設他的個人YouTube頻道，並上傳該頻道的首條影片。
2021年7月28日，他在個人Facebook專頁上宣佈現已移居英國倫敦，並在YouTube設立專頁《各位,我係王俊彥》，分享英國生活資訊及香港政治新聞。